# Watsonalla
Watsonalla is een geslacht van vlinders van de familie eenstaartjes (Drepanidae).

## Soorten
- W. binaria

Gele eenstaart Hufnagel, 1767
- W. cuspidula Kollar
- W. dentifera (Warren, 1922)
- W. ochreipennis (Hampson, 1892)
- W. rufulus (Motschulsky, 1866)
- W. uncinula (Borkhausen, 1790)